# 傅培峰
傅培峰（1804年—1858年9月26日），字擘三，號藕邨，甘肅省鎮番縣（今民勤縣）人。清朝政治人物，同進士出身，官至江西宜黃縣知縣，咸豐八年（1858年）率鄉勇抵御太平軍，城破被殺。

## 生平
傅培峰為道光二十七年（1847年）丁未科張之萬榜三甲進士，咸豐四年（1854年）任江西宜黃縣知縣。咸豐八年（1858年），太平軍逼近縣境，培峰親率鄉團，晝夜督禦數月，最終糧盡無援，同年八月，縣城陷落。培峰身著朝服，向北再拜道：“臣力已竭，不能再舉，所以隱忍至此者，冀團練鄉勇將以破賊安民也。”形勢危急，屬下勸其出城，培峰憤然拒絕，并取懷中官印令屬下帶出。敵軍攻至，令培峰投降。培峰罵不絕口，結果被肢解焚燒。其事上聞，朝廷追贈知府銜，賞雲騎尉世職，并在宜黃建立專祠紀念。清同治《宜黃縣志》、民國《續修鎮番縣志》皆有傳。

## 其他
傅培峰殉國後，宜黃人歐陽暉有《殉難紀略》記其事，并有《贊傅培峰》詩：
山城亂後草萋萋，滿地哀鴻徹夜啼。
賴得廉明賢父母，肯披肝膽撫蒼黎。
流亡偏集傾巢燕，奸宄難逃照水犀。
從此閭閣歌永定，滄波何處舞鯨鯢。